# Nuova Guinea tedesca
La Nuova Guinea tedesca è stato un protettorato tedesco dal 1884 al 1919, comprendente il territorio della parte nord-orientale della Nuova Guinea e alcuni arcipelaghi vicini.

## Storia

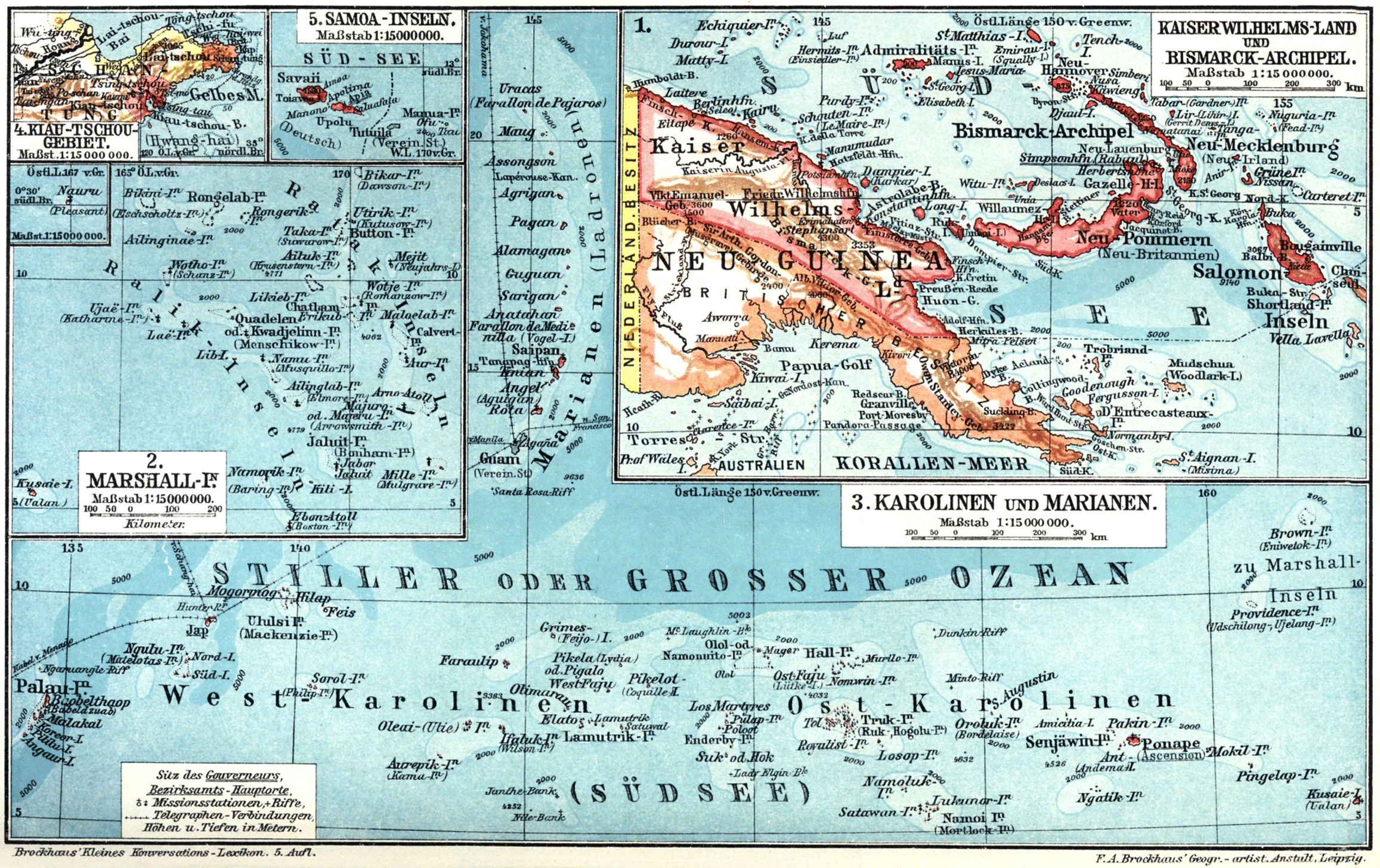
Cartina dove è evidenziato il territorio della colonia.

Il territorio principale di questa colonia era la regione nord-orientale della Nuova Guinea denominata Kaiser-Wilhelmsland, mentre le isole a est di questa regione vennero battezzate Arcipelago di Bismarck (Bismarck-Archipel in tedesco) ed esso era composto dalla Nuova Pomerania (Neu-Pommern) ora Nuova Britannia e dal Nuovo Meclemburgo (Neu-Mecklenburg ) ora Nuova Irlanda. Con la sola eccezione delle Samoa tedesche, tutte le isole sotto il controllo coloniale germanico nel Pacifico finirono sotto l'amministrazione della Nuova Guinea tedesca.
La nascita di questa nuova colonia fu frutto in gran parte dell'intraprendenza commerciale di Adolf von Hansemann, direttore della Disconto-Gesellschaft, una delle più importanti banche tedesche dell'epoca e fondatore della Compagnia della Nuova Guinea tedesca (Deutsche Neuguinea-Kompagnie), creata il 26 maggio 1884 con lo scopo di fondare una nuova colonia commerciale nella regione della Nuova Guinea, non ancora occupata dalle altre potenze coloniali.
Con l'appoggio ufficiale di Bismarck, le navi tedesche esplorarono la fascia costiera interessata e piantarono la bandiera germanica nella nuova colonia. In aprile del 1885 Germania e Impero britannico firmarono un trattato per dividere le loro rispettive sfere d'influenza nel territorio della Nuova Guinea.
Tuttavia, nonostante il pieno appoggio del governo tedesco, la Compagnia della Nuova Guinea tedesca incontrò non poche difficoltà nell'amministrare il territorio affidatole, al punto da essere costretta dopo soli due anni a lasciare il mandato nelle mani dello stesso governo tedesco. In ottobre 1889 il governo tedesco firmò con la compagnia un accordo in base al quale quest'ultima cedeva non solo l'amministrazione territoriale, ma anche tutti i diritti commerciali sui vari monopoli dietro il pagamento di 4.000.000 di marchi.
Il 1º aprile 1899 il governo tedesco prese ufficialmente il controllo del territorio e il 30 luglio di quello stesso anno, a seguito di un trattato con la Spagna, si aggiunsero nuovi territori.

### Protettorati dell'Impero germanico nel Pacifico
Con il trattato tedesco-spagnolo del 1899 il governo tedesco si impegnò a pagare alla Spagna 25.000.000 pesetas (equivalenti a 16.600.000 goldmark) per le Isole Caroline, Palau e le Isole Marianne (esclusa Guam, che era stata ceduta agli Stati Uniti d'America nel 1898 dopo la guerra ispano-americana). Queste isole divennero un protettorato germanico e vennero amministrate dalla Nuova Guinea tedesca. Le Isole Marshall vennero aggiunte nel 1906.

### Prima guerra mondiale
Allo scoppio della prima guerra mondiale le forze australiane occuparono nel 1914 la Kaiser-Wilhelmsland, dopo una breve resistenza del capitano Carl von Klewitz e del tenente Robert "Lord Bob" von Blumenthal, mentre il resto dei possedimenti coloniali della Nuova Guinea tedesca vennero occupati dal Giappone. L'unica battaglia significativa si ebbe l'11 settembre 1914 quando l'Australian Naval and Military Expeditionary Force attaccò la stazione radio di Bita Paka (vicino a Rabaul) sull'isola della Neu Pommern (Nuova Pomerania), nota adesso come Nuova Britannia. Gli australiani ebbero 7 morti e 4 feriti - le prime perdite militari australiane nel primo conflitto mondiale; le perdite tedesche furono invece più ingenti, ammontando a 1 ufficiale tedesco e 30 poliziotti indigeni morti e 10 poliziotti nativi feriti. Il 21 settembre tutte le forze tedesche della colonia si arresero.
Nel 1919, a seguito del trattato di Versailles, la Germania perse tutti i suoi territori coloniali, compresa la Nuova Guinea tedesca, che divenne un mandato della Società delle Nazioni affidato all'Impero britannico il quale lo diede amministrativamente all'Australia con il nome di Territorio della Nuova Guinea.

## Territori
| Territorio                                 | Periodo   | Area (circa) | Paesi attuali                 |
| ------------------------------------------ | --------- | ------------ | ----------------------------- |
| Kaiser-Wilhelmsland                        | 1884–1919 | 181.650 km²  | Papua Nuova Guinea            |
| Arcipelago di Bismarck (Bismarck Archipel) | 1899–1919 | 49.700 km²   | Papua Nuova Guinea            |
| Isola di Buka                              | 1899–1919 | 492 km²      | Papua Nuova Guinea            |
| Bougainville (isola)                       | 1899–1919 | 9.318 km²    | Papua Nuova Guinea            |
| Palau                                      | 1899–1919 | 466 km²      | Palau                         |
| Isole Caroline (Karolinen)                 | 1899–1919 | 2.150 km²    | Micronesia Palau              |
| Nauru                                      | 1899–1919 | 21 km²       | Nauru                         |
| Isole Marianne (Marianen)                  | 1899–1919 | 461 km²      | Isole Marianne Settentrionali |
| Isole Marshall (Marshallinseln)            | 1899–1919 | 181 km²      | Isole Marshall                |